# Národní park Shebenik-Jabllanicë
Národní park Shebenik-Jabllanicë (albánsky Parku Kombëtar Shebenik-Jabllanicë) je národní park ve východní Albánii, při hranici se Severní Makedonií. Zahrnuje obě uvedená pohoří (Shebenik, Jabllanicë). Vymezují jej přibližně zmíněná státní hranice z východní strany, řeka Shkumbin z jihu a silnice Peshkopi–Librazhd ze západu/severu.
Částečně zalesněná pohoří, která jsou zde chráněná, se vypínají až do nadmořské výšky okolo 2200 m n. m. Park má rozlohu 339 km2 Nachází se zde jedny z nejdrsnějších scenérií ve východní části Albánie, jednotlivá údolí zde vznikla pohyby ledovců. Nachází se zde 14 ledovcových jezer, z nichž nejvyšší se rozkládá v nadmořské výšce mezi 1 500 a 1 900 m n. m. Poměrně časté jsou v pohoří malé ledovce, které leží v prohlubních na úbočí řady hor. Územím parku protékají dvě řeky a několik menších vodních zdrojů, včetně řek Qarrishte a Bushtrice, které jsou obě dlouhé 22 km. Předpokládá se, že na území parku se nachází jeden z hlavních zbývajících areálů výskytu rysa balkánského.
Oblast pohoří je velmi řídce osídlená a během existence komunistické Albánie se zde nacházelo pohraniční pásmo s bývalou Jugoslávií.